# Krigen
Krigen és un drama de guerra danès del 2015 del director Tobias Lindholm. Tracta sobre una intervenció militar a l'Afganistan per part d'una unitat de l'exèrcit danès, la qual és accorralada per un grup de talibans. La pel·lícula fou escollida per Dinamarca com la candidata a competir pels premis Oscar en la categoria de millor pel·lícula de parla no anglesa.

## Argument
El comandant Claus M. Pedersen i els seus homes estan estacionats a la província de Helmand. Cada dia, la seva unitat militar surt a patrullar per protegir la població local de les mines i dels talibans. Mentrestant, a Dinamarca, la muller de Claus s'esforça per tirar endavant la quotidiana vida, amb un marit a la guerra i tres infants que troben a faltar el seu pare. Durant una missió rutinària, els soldats són atacats pels talibans i queden acorralats enmig d'un intens foc entrecreuat. Per tal de salvar els seus soldats, Claus pren una crítica dedició per la qual n'haurà de respondre davant tribunals de Dinamarca. El judici posa de manifest el dilema entre la missió de protecció de la població civil afgana, d'una banda, i la responsabilitat de la supervivència del seus soldats, de l'altra.

## Repartiment
| Intèrpret        | Personatge             |
| ---------------- | ---------------------- |
| Pilou Asbæk      | Claus Michael Pedersen |
| Søren Malling    | Martin R. Olsen        |
| Dar Salim        | Najib Bisma            |
| Tuva Novotny     | Maria Pedersen         |
| Charlotte Munck  | Lisbeth Danning        |
| Dulfi Al-Jabouri | Lutfi Hassan           |

## Producció
La pel·lícula fou produïda per Nordisk Film amb la col·laboració de la televisió danesa DR TV i va rebre vuit milions de corones daneses del l'Institut de Cinema Danès. El rodatge va tenir lloc a Copenhage, a Konya, a Turquia i a Almeria. Els treballs de rodatge van finalitzar el gener de 2015. Amb excepció dels actors principals, la resta de soldats són interpretats per autèntics soldats danesos que van lluitar a l'Afganistan.